# Київська митрополія
Ки́ївська митропо́лія (грец. Μητρόπολις Κιέβου, трансліт. Mitrópolis Kiévou) — східно-православна митрополія з центром у м. Київ, що перебувала у складі Вселенського патріархату Константинополя після утворення в 988 році в результаті хрещення Руси Володимиром Святославичем до 6 січня 2019 року, коли нею був отриманий Томос про автокефалію. Використовувала у своїй літургії візантійський обряд, церковнослов'янську мову та юліанський календар.
Історія Київської митрополії пройшла через наступні етапи:
- перебування у складі Константинопольського патріархату (988–1686),
- спробу унійного зближення з Римом (Берестейська унія, 1596),
- фактичну анексію Московським патріархатом (з 1685–1686 років),
- поступову втрату самоуправління в межах Російської церкви (XVIII ст.),
- боротьба за автокефалію у ХХ–ХХІ століттях.

Від часу свого заснування Київська митрополія слугувала колискою українського християнства для православних і греко-католиків. Спадкоємцями Київської митрополії вважаються:
- Православна церква України — автокефальна церква, визнана Вселенським патріархатом, заснована на об'єднавчому соборі Українських православних церков 2018 року;
- Українська греко-католицька церква — католицька церква східного обряду, що бере початок від Берестейської унії 1596 року;
- Православна церква Польщі — автокефалія проголошена 1924 року, визнана Вселенським патріархатом;
- Білоруська автокефальна православна церква — автокефалія проголошена 1922 року, не визнана Вселенським патріархатом;
- Російська православна церква — має спадкоємність від однієї з єпархій Київської митрополії, отримала визнання Вселенським патріархатом із 1590-х років;
- Українська православна церква в США - юрисдикція Константинопольського патріархату;
- Українська православна церква Канади - юрисдикція Константинопольського патріархату;
- Русинська греко-католицька церква - що діє на території США, вірними якої є переважно емігранти-русини;
- Греко-католицькі та православні структури в Польщі, Словаччині та Угорщині — що зберегли спадковість літургійної та культурної традиції Київської митрополії.

## Історія

### Раннє християнство

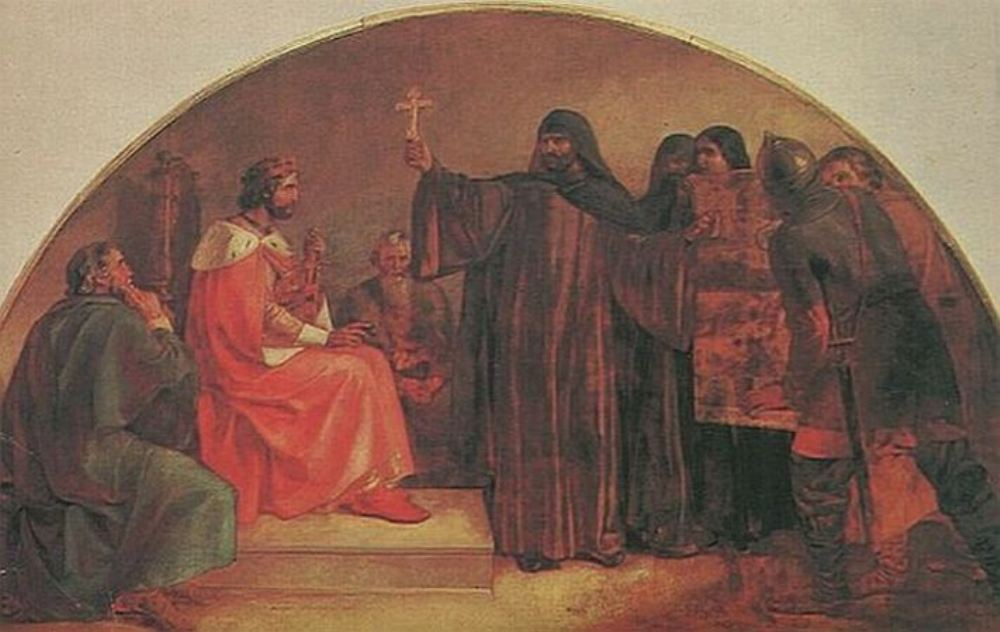
Вибір релігії князем Володимиром, художник Ф. С. Зав'ялов

Християнство на території сучасної України прийшло ще за апостольських часів. Перекази твердять, що апостол Андрій Первозванний був на Київських пагорбах і проголосив своїм учням: «Чи бачите ви гори он ті — На горах цих засяє ласка Божа — тут постане місто велике і Бог побудує багато церков». Отож прихильники цієї версії вважають Українську Церкву апостольською й ставлять її в один ряд з іншими великими церквами. Багато джерел свідчать також про те, що апостол Андрій проповідував на північному узбережжі Чорного моря для народів Скитії. Крім того, апостол Павло проповідував на землях Македонії, Греції, Болгарського царства, а звідти християнство поширювалося на українські землі.
Київський князь Аскольд схилився до прийняття християнства. За переказами, на могилі Аскольда мала бути збудована церква св. Миколи, що засвідчило б, що він був християнином. Однак обмеженість у перейманні візантійського християнства Аскольдом, його нехтування специфікою слов'янського світобачення призвели до того, що 882 року новгородський князь Олег, використавши язичницьку опозицію, захопив Київ. Наступник Олега на київському столі Ігор I (913–945) толерантно ставився до християнства і не заважав його проникненню в країну.
По смерті Ігоря 945 року на чолі держави стає його вдова — княгиня Ольга. Під час її перебування 957 року в Константинополі було докладено чимало зусиль, щоб здобути найвищого державного титулу «дочки» імператора, для чого Ольга приватно (найправдоподібніше в Києві у 955) прийняла хрещення. У своєму почті Ольга мала священника Григорія, про що докладно оповідає Костянтин Багрянородний. Після повернення з Константинополя княгиня починає проводити лінію на обмеження впливу язичництва у державі, порушивши «требища бісівські» і побудувавши дерев'яну церкву святої Софії. Однак заходи Ольги не дали бажаних наслідків. Не одержавши політичних переваг від Візантії, вона повернула свій погляд на Захід, запросивши священнослужителів з німецького королівства, що піднялося за Оттона І (936–973). За свідченнями німецьких хроністів, посли від княгині Ольги у 959 «просили посвятити для цього народу єпископа і священників». У відповідь прислали на Русь посольство на чолі з єп. Адальбертом. Проте вже 962 року він вернувся назад ні з чим. Діяльність Ольги не мала підтримки і розуміння в її найближчому оточенні. Навіть син Святослав, незважаючи на вмовляння матері, відмовляється від прийняття християнства, однак його сини Ярополк і Олег правдоподібно вже були християнами. Більше того, у 979 папа Бенедикт VII висилав послів до Ярополка.

### Створення
988 року — після прийняття християнства як державної релігії у Руси була утворена Київська митрополія, яка була в підпорядкуванні Вселенського патріарха Константинополя:
|                                       | Коли історичні дані, вийшовши з туману неясности, стають точними, то вони говорять нам про залежність нашої Церкви в ієрархічному управлінні від Царгородського патріярха. З огляду на те, що такі дані відносяться вже до часів князя Ярослава, сина і наступника на княжому престолі Володимирового, то цілком правильним, при відсутності інших відомостей, треба вважати, що ця залежність нашої Церкви від Царгороду була й при князі Володимирі, тобто від приняття ним і нашими прадідами Христової віри з Візантії |
| — Іван Власовський, церковний історик | |

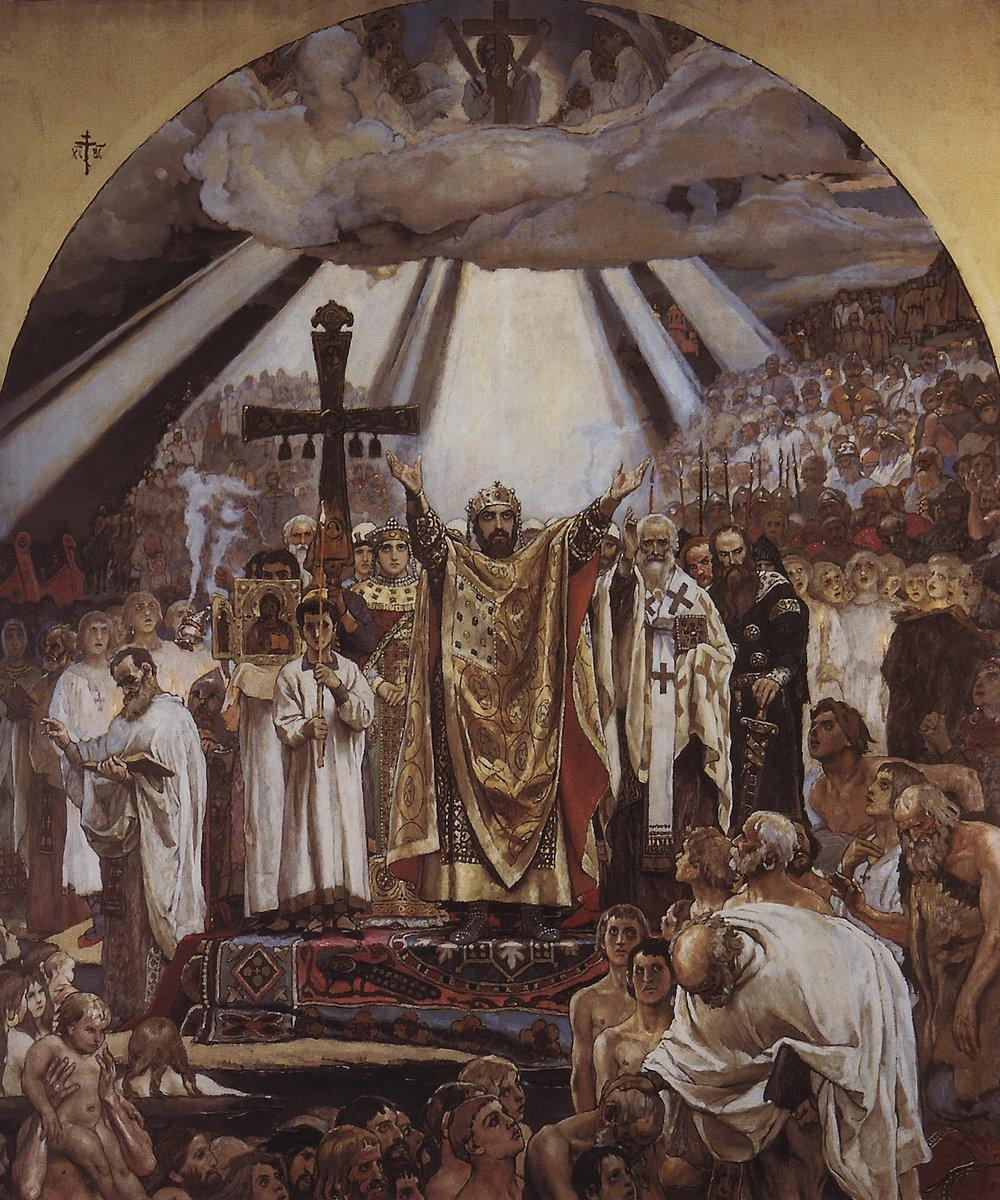
Хрещення Руси. Підготовчий ескіз фрески В. М. Васнецова, Володимирський собор у Києві

За однією з версій, першим ієрархом був Михаїл Київський. Однак ряд дослідників дотримуються думки, що ним був Леон чи Леонтій (1004) або єпископ Настас Корсунянин. Першим Київським митрополитом, про якого згадують історичні джерела, став сучасник Ярослава Мудрого грек Феопемпт (1037–1048).
Князь Ярослав Мудрий 1037 року збудував новий катедральний собор Святої Софії та переніс туди митрополичу кафедру. Безперечним фактом є спроба Ярослава розірвати з візантійським патріархатом. За сприяння Ярослава Мудрого 1051 року митрополитом Київським і всієї Руси було обрано Іларіона — першого митрополита русина. Він провів реорганізацію церковної ієрархії, унормував і вдосконалив структуру митрополії, написав багато духовних творів. Церква від самого свого початку мала Св. Письмо — найперше й найголовніше джерело церковного життя — в добре зрозумілій мові, наприклад Остромирове Євангеліє, написане в Києві 1056 р., Київське Євангеліє 1092 р. тощо.
За Ярослава можна вже сказати про організацію Церкви. Наприкінці правління Володимира було п'ять єпископій: у Києві, Чернігові, Білгороді, Володимирі, Новгороді. За Ярослава засновано шосту — в Юр'єві, над Россю.
У Соборі в Барі (10-15.09.1089 р.), скликаному Папою Римським Урбаном II з метою примирення церков, брала участь делегація Київської митрополії, яку благословив Митрополит Київський і всієї Руси Іван III. Члени цієї місії були у м. Барі на освяченні перенесеної гробниці св. Миколая Мірлікійського (свято Миколи Теплого). З того часу і почалося піднесення культу св. Миколая в Руси.
Протягом домонгольського періоду відомі 22 київські митрополити. Більшість з них були греками, яких надсилали константинопольські патріархи. Вихідцями з земель Руси були митрополит Іларіон (1051–1062), Єфрем (1089–1097), Климент Смолятич і Кирило II (1233–1236).
Після руйнування Києва Володимиро-Суздальським князем Андрєєм Боголюбським (1169 р.), коли знищено та пограбовано багато церков та монастирів, значення Києва як духовного центру починає занепадати. Київські митрополити починають селитися у північних князів.Після взяття Києва монголо-татарами Київські митрополити остаточно обрали місцем свого перебування Владимир на Клязьмі на окраїні північно-східних колоніальних земель Руси. Це призвело до послаблення їхнього зв'язку з історично-культурним ядром держави та змусило галицько-волинських монархів розпочати процес утворення окремої Галицької митрополії для Королівства Руси.
У XIV — XV століттях на сучасні українські та білоруські землі у складі Великого князівства Литовського поширювалася духовна влада митрополитів, які, перебуваючи у Москві, продовжували вживати титул «митрополит Київський і всієї Руси». Їх намагалися використати у своїх політичних цілях московські князі, що призвело до утворення Литовсько-руської митрополії.
У 1448 році Собор московських єпископів без згоди Вселенського патріарха поставив на митрополита «Київського» єпископа Рязанського Йону. Ця подія вважається початком відокремлення Московської церкви. Після Флорентійської унії, ще до падіння Константинополя 1453 року, Церква Московії, що перебувала в юрисдикції Вселенського патріархату в складі Київської митрополії, відокремилася. Митрополит Йона, який помер 1461 року, був останнім митрополитом у Москві, що мав титул «Київського й усієї Руси». Наступник його на катедрі іменується вже «Московський і всієї Руси». Московська митрополія перебувала в стані невизнаної до перетворення її в Московський патріархат у 1589 році, тобто 141 рік.
Після фактичного відокремлення Московської митрополії 1458 року на митрополита Київського, Галицького та всієї Руси висвячено Григорія II. Литовська митрополія припинила своє існування, увійшовши до складу Київської. Водночас довгий час столицею митрополитів був Новогрудок, а згодом — Вільно. До Київської митрополії увійшли: Київська, Брянська, Смоленська, Полоцька, Турівська, Луцька, Володимирська, Берестейська, Перемиська, Галицька, Холмська. Деякий час Київського митрополита визнавав своїм зверхником і Новгородський ієрарх.
Київські митрополити другої половини IV століття були прихильниками Флорентійської унії 1439 про об'єднання Католицької та Східної Православної церков і підтримували зв'язки з Римськими Папами, про що свідчить, зокрема, послання обраного на київську митрополію єпископа Мисаїла до папи Сикста IV від 1476 р. та лист митрополита Йосифа Болгариновича від 1500 р. до Папи Римського Олександра VI. Згодом ці відносини перервалися через втручання Вселенського патріархату. У 1443 Флорентійську унію осуджено православними церквами (Александрійський патріархат, Антіохійський патріарха та Єрусалимський патріархат) на соборі в Єрусалимі. Ці події спричинили кризу в Київській митрополії.
1569 року була підписана Люблінська унія, відповідно до якої українські землі переходили від Великого князівства Литовського до Речі Посполитої. Після цього життя православної церкви значно ускладнилось. Зовнішні несприятливі чинники, зокрема активна діяльність католицького духовенства, єзуїтів і шляхти Речі Посполитої супроти української церкви, наклалися на внутрішні проблеми православної церкви. Митрополит Сильвестр до його призначення на митрополію був цивільною людиною та вимагав збирати данину з прихожан. Митрополит Іона (Протасевич), за свідченнями, продав митрополію своєму наступнику Іллі Кучі, за якого духовні звання та монастирі відкрито купувались і продавались. У такій ситуації в кінці XVI століття Україну відвідали два східні патріархи. Спочатку, 1586 року, прибув антіохійський патріарх Йоаким, який, ознайомившись із ситуацією, надав Львівському братству права ставропігії. 1589 року Україну відвідав Вселенський патріарх Єремія II. Він також підтримав православні братства та усунув з митрополичого престолу митрополита Онисифора, призначивши на його місце архимандрита Мінського монастиря Михайла Рогозу. Водночас патріарх призначив Луцького єпископа Кирила Терлецького своїм заступником — екзархом Київської митрополії.
Відразу після від'їзду патріарха Львівський єпископ Гедеон Балабан розпочав переговори з польським єпископом Соліковським щодо унії. До цього процесу долучилися й інші єпископи. Проте згодом Балабан відмовився від ідеї унії.

### Розділення

#### Берестейська унія
У грудні 1594 року єпископ Терлецький від імені українського єпископату оголосив, що православна церква має намір об'єднатися з католицькою церквою за умови збереження православного обряду та стародавніх прав церкви.
У грудні 1595 року представники української церкви у Римі підписали умови злуки з католицькою церквою. Відповідно до них, зберігався східний обряд, права щодо вибору митрополиту та єпископів, зберігався православний церковний календар, нижче духовенство мало право брати шлюб тощо.
6 жовтня 1596 року в Бересті митрополит Рогоза скликав Собор, на який прибули єпископи, архімандрити, священики та миряни. На соборі було проголошена Берестейська унія. Більшість єпископів, на чолі з митрополитом Михайлом Рогозою, та українська шляхта підтримували унію. З іншого боку, багато священиків, монастирі, козаки та міщани виступали проти унії. Відразу після собору митрополит Рогоза позбавив єпископського уряду львівського єпископа Гедеона Балабана та перемиського Михайла Копистенського, які виступили проти унії. Не підтримав унію і князь Костянтин-Василь Острозький. Окрім того, Львівське братство мало ставропігію та підпорядковувалось напряму Константинопольському патріарху. Екзархом патріарха для православних українців став єпископ Гедеон (Балабан). Активно заявили про себе Київське та Віленське братства, починають діяти православні братства у Могилеві, Мінську, Люблині, Луцьку та інших містах. Більшість монастирів, в тому числі: Києво-Печерський, Видубицький, Богоявленський, св. Троїці у Вільно, Почаївський та інші, також не підтримали унію.
Однак офіційно Київська, Володимирська, Турово-Пинська, Луцька, Холмська та Полоцькі прийняли унію. Київська митрополія опинилася майже без власної ієрархії. Така ситуація тривала до 1620 року, коли була відновлена православна ієрархія та Київська митрополія у складі Вселенського патріархату.

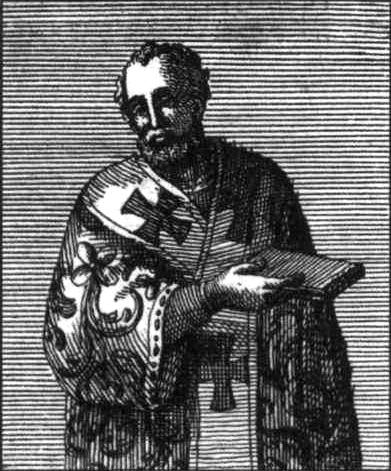
Михайло Рагоза, Митрополит Київський, Галицький та всієї Руси

Прагнення об'єднання з Святим престолом реалізовано в Берестейській унії 1596 року, укладеної київським митрополитом Михайлом Рагозою і скріпленою буллою Папи Римського Климента VIII. У Києві існувала лише унійна Київська митрополія з 1596 до 1620 року. У XVII столітті Київськими унійними митрополитами були Михайло (Рагоза) (1596 — 1599), Іпатій (Потій) (1599—1614), Велямин Рутський (1614 — 1637), Рафаїл (Корсак) (1637 — 1642), Антін Селява (1642 — 1655), Гавриїл (Коленда) (1655 — 1674), Кипріян (Жоховський) (1674 — 1693), Лев (Слюбич-Залевський) (1694—1708).
На початку 17 століття до складу Київської унійної митрополії входили 9 єпархій:
- Київська архиєпархія,
- Полоцька архиєпархія[pl],
- Смоленська архієпархія,
- Турово-Пінська єпархія,
- Берестейсько-Володимирська єпархія,
- Холмсько-Белзька єпархія,
- Перемисько-Самбірсько-Сяноцька єпархія (перейшла на унію 1692),
- Львівсько-Галицько-Кам'янецька єпархія (перейшла на унію 1700),
- Луцько-Острозька єпархія (перейшла на унію 1702).

Після церковного собору в Ужгороді 1646 року частина православного духовенства на Закарпатті також прийняла унію з Римом, але вийшла з-під юрисдикції митрополита Київської митрополії, 24 квітня 1646 року в каплиці Ужгородського замку з ініціативи єпископа-василіянина Василя Тарасовича (галичанина) 63 священики засвідчили єдність із Католицькою Церквою (укладена Ужгородська унія). 1663 рік — визначено умови, на яких Мукачівська єпархія може бути включена до Київської митрополії. Однак через спротив вдови Ференца II Ракоці Мукачівська єпархія підпорядковується угорському Ягерському єпископу.
У XVIII столітті головними завданнями унійних Київських митрополитів була оборона прав церкви від латинських впливів і польської та російської влади. Тоді ж українська церква починає відігравати дедалі активнішу роль у справі українського національного відродження. Особливо важливе значення в оформленні церковно-обрядового, духовного та культурного обличчя церкви мав Замойський синод (1720). З 1708 до 1838 року було одинадцять Київських католицьких митрополитів, дев'ять з яких носили титул Київських митрополитів, а два останні вважалися папськими легатами для з'єднання з Римом вірних у межах Російської імперії. Внаслідок першого поділу Речі Посполитої (1772) Київська унійна митрополія була поділена на три частини: в межах Речі Посполитої залишилися єпархії Київська, Володимирсько-Берестейська, Луцька, Пінська і частина Холмської; до Росії відійшла єпархія Полоцька, а до Австрії — Львівська, Перемиська і частини Кам'янецької, Луцької та Холмської єпархії.
Внаслідок другого і третього поділів Речі Посполитої (1793, 1795) з переходом більшої частини українських і білоруських земель до складу Російської імперії почалися постійні переслідування унійної церкви, що закінчилися у 1839 р. через акт Полоцького собору її ліквідацією. Однак унійна церква продовжувала існувати лише в межах Австрійської імперії, де 1774 року з ініціативи імператриці Марії Терезії отримала назву Греко-католицької.
Київськими греко-католицькими митрополитами XVIII ст. — першої половини XIX ст. були Ю. Винницький (1708 — 1813), Л. Кішка (1714 — 1728), А. Шептицький (1728 — 1746), І. Гребницький (1748 — 1762), П. Володкович, Л. Шептицький (1778 — 1779; був адміністратором митрополії з 1768), Я. Смогожевський (1780 — 1788), Т. Ростоцький (1788—1805), Г. Лісовський (1806—1814), Г. Коханович (1814), Й. Булгак (1814—1838).
На Львівському псевдособорі 1946 року радянська влада підпорядкувала греко-католиків Московському патріархату. Під радянською окупацією Українська греко-католицька церква піддавалася жорстоким репресіям, але продовжувала існувати в умовах підпілля. Наприкінці 1980-х в ході перебудови СРСР Українська греко-католицька церква й Білоруська греко-католицька церква відновилися. 
Після отримання Томосу про автокефалію Православної церкви України почали виникати ідеї встановлення євхаристійного спілкування між ПЦУ й УГКЦ з метою подальшого об'єднаня в єдину Церкву України. Однак Митрополит Епіфаній зазначив, що це «питання майбутнього» й таке об’єднання лише залежатиме від загального православно-католицького діалогу.

#### Православна митрополія

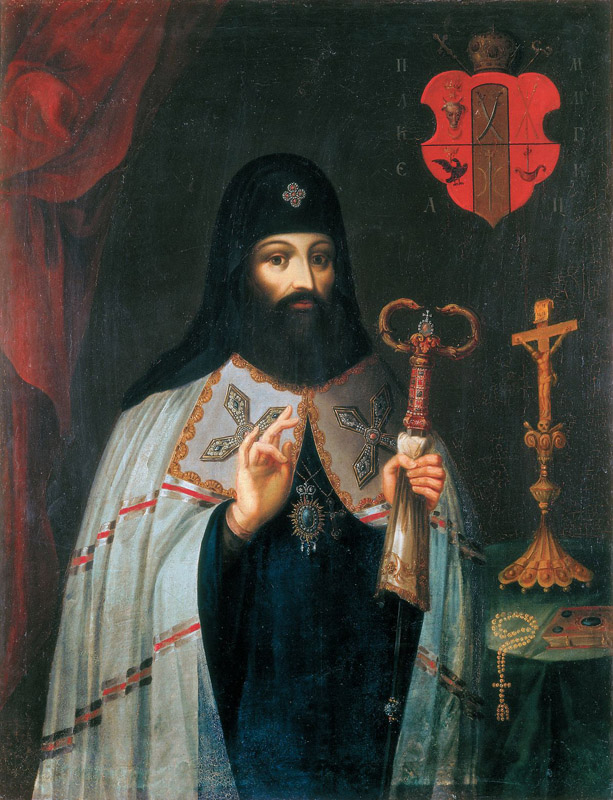
Святитель Петро Могила

Після укладання Берестейської унії 1596 року в Україні склалась складна релігійна ситуація. З одного боку — більшість єпископів, на чолі з митрополитом Михайлом Рогозою, та українська шляхта підтримували унію. З другого боку багато священиків, монастирі, козаки та міщани — виступали проти унії. Відразу після собору, митрополит Рогоза позбавив єпископського уряду львівського єпископа Гедеона Балабана та перемиського Михайла Копистенського, що виступили проти унії. Проте, фактично вони залишались на своїх катедрах під захистом козаків, братств та під опікою князя Острозького. 
У 1620 завдяки вимогам українського козацтва на чолі з гетьманом Петром Сагайдачним в Україні було відновлено православну ієрархію. Київським митрополитом став Йов Борецький (1620 — 31). Православна Київська митрополія була визнана урядом Речі Посполитої у 1632 році. Православними Київськими митрополитами 17 ст. були Ісая Копинський (1631 — 33), Петро Могила (1633 — 47), Сильвестр Косів (1647 — 57), Діонісій Балабан (1657 — 63), Й. Тукальський-Нелюбович (1663 — 75). У 1675-85 містоблюстителем митрополичої Київської катедри був чернігівський архієпископ Л. Баранович.
З приходом Петра Молиги на митрополичий престол починається розвиток церкви. Починається розбудова шкіл та засновується Києво-Могилянська Академія, розвивається друкарство та культура. На новий рівень підноситься монастирське життя, отримують суттєву підтримку православні братства, реставруються старі та будуються нові храми, собори та монастирі. Зокрема, відбудовано Софіївський Собор, проведено розкопки Десятинної церкви, де знайдено мощі Св. Володимира Великого. Продовжувались спроби вести діалог з греко-католицькою церквою та Святим Престолом. Спільно з митрополитом Велямином Рутським, у духовенства обох конфесій постав план створення Українського патріархату. Однак, через ряд суб'єктивних та об'єктивних причин цей план не встигли реалізувати.

З 1647 року Митрополитом Київським, Галицьким та всієї Руси обрано Сильвестра Косіва. Ані козаки, ані єпископи не звертались до короля за дозволом на вибір митрополита, а напряму отримали благословення в Вселенського патріарха Константинополя. Товариш та однодумець Петра Могили новий митрополит, у цей складний час, намагався продовжити справи свого попередника. Відповідно до Зборівської угоди (1649) православній церкві надавались значні права. А український православний митрополит мав посідати на сеймі Речі Посполитої друге місце, після католицького примаса. Проте, незважаючи на затвердження сеймом цієї угоди, вона, через продовження військових дій, не була виконана. Поразка козацького війська під Берестечком призвела до підписання 1651 року Білоцерківської угоди, значно гіршої ніж попередня.

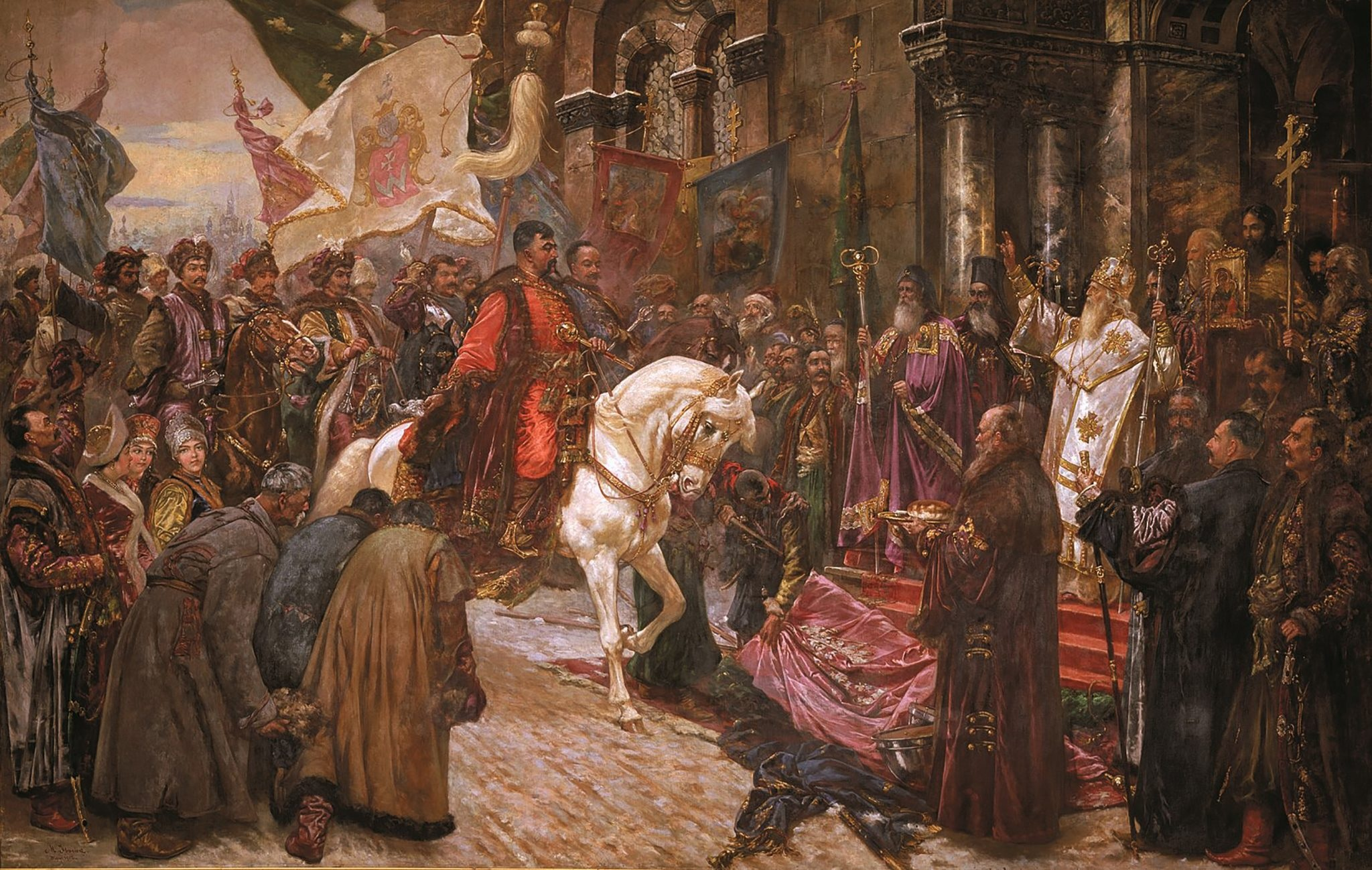
В'їзд Хмельницького до Києва

Після цього Хмельницький починає вести активні переговори з представниками московського царя. Проте від самого початку перемовин, Москва особливе місце приділяла підпорядкуванню української церкви собі. Москва розглядала Переяславську угоду не тільки як політичний, а й як релігійний союз, і почала заходи щодо повного контролю над Київської митрополією. Незважаючи на наполягання московських представників, гетьман не включив до Переяславського договору про підпорядкування Київської митрополії московському патріарху. Крім того, й вище українське православне духовенство з осторогою ставилось до нового договору та зближення з Москвою. Посилаючи на свої обов'язки перед Вселенським патріархом Константинополя, митрополит Косів та присутні на раді єпископи відмовились присягати московському царю. Але московські урядовці проводили далі свою політику. У день приїзду царського посланця Бутурліна до Києва, 16 січня 1654 р., митрополит Косів правив у Софійському соборі молебень. По молебні Бутурлін з докором запитав митрополита, чому він про приєднання України «Его царскому величеству челом николи не бивал, и не писывал, и Его царской милости к себе не поискал».
Московський патріарх прийняв титул «патріарха Великої, Малої та Білої Руси». По московських церквах правили службу щоб «київський престол з'єднався з богопоставленим престолом московським», а московські воєводи почали заводити свої порядки по українських містах. Після всіх цих подій, не тільки українське православне духовенство, але й козацька старшина та гетьман почали переглядати свої відносини з Москвою. Після смерти, у квітні 1657 року, митрополита Косіва, Хмельницький не став повідомляти цареві про звільнення митрополичої кафедри, а сам призначив тимчасовим місцеблюстителем митрополії — чернігівського єпископа Лазаря Барановича та назначив вибори нового митрополита на 15 серпня. Але 27 липня 1657 року гетьман Богдан Хмельницький помер.

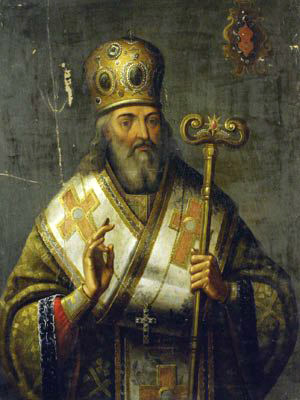
Діонісій Балабан, митрополит Київський

Відразу після смерті Богдана Хмельницького московські воєводи почали засилати послів до церковних ієрархів, Івана Виговського, козацької старшини, щоб вони не обирали митрополита без «благословенства» московського патріарха. Проте, московських військ в Україні було ще мало, а тиск не мав успіху, тому вибори Київського митрополита відбудуться за давніми українськими правами, а не за царським наказом. 6 грудня 1657 року Митрополитом Київським, Галицьким та всієї Руси було обрано єпископа Луцького Діонисія Балабана. Але й після цього, Москва тиснула на Виговського, щоб він не посилав до Константинополя по затвердження на митрополії обраного Діонісія, а затвердив його у царя. На що їм відповіли, що від початку святого хрещення київські митрополити отримували благословення у Константинопольського патріарха.
1659 року — за нового гетьмана Юрія Хмельницького було підписано «оновлену» Переяславську угоду. Князь Трубецькой, користуючись боротьбою за владу серед козацької старшини та відсутністю на другій Переяславській раді української православної ієрархії (був лише москвофіл протопоп ніжинський М. Филимонович), включив пункт: «А митрополиту Киевскому, также и иным духовным Малый России, быть под благословением св. патриарха Московскаго и всея Великий и Малыя и Белыя России; а в права духовные св. патриарх не будет вступати». На цій основі князь Трубецькой своєю грамотою призначив єпископа Лазаря Барановича містоблюстителем Київської митрополії. Єпископ Методій одержав з Москви особливе доручення — впливати на настрій України й нахиляти її до Москви; щоб це завдання виконувати ліпше, Мефодію щедро видали грошей та «соболиную казну». Проте ні духовенство, ні старшина не визнали Мефодія. Гетьман Іван Сомко рішуче виступив проти нього. Вище духовенство голосно говорило, що Мефодій «вылгал» собі в царя єпископію, не маючи ніяких церковних заслуг.
Митрополит Київський Діонисій Балабан скинув Методія з посади, як поставленого в чужу єпархію, а єпископом Мстиславським призначив Йосипа Тукальського. Вселенський патріарх наклав анатему на Методія за те, що при допомозі світської влади сів він на престол Київської митрополії. Наслідком усього цього стало те, що навіть на лівобережній Україні його не визнали, а продовжували вважати своїм митрополитом — Діонісія.

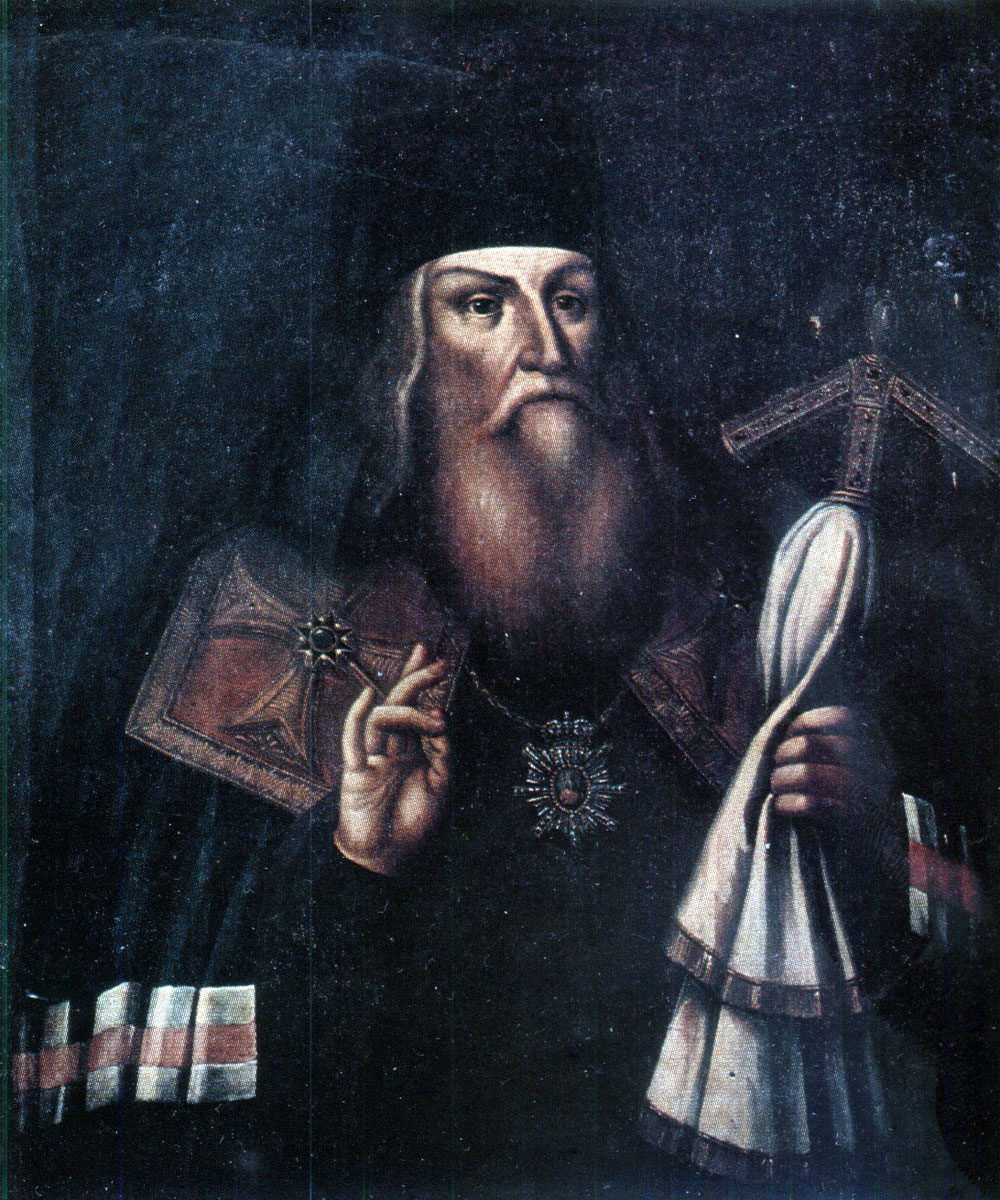
Лазар Баранович, єпископ Чернігівський

10 травня 1663 року помер митрополит Діонисій. Його наступником став Йосиф Нелюбович-Тукальський. Проте, на територію, що знаходилась під московською владою його не визнали. Більше того, вище київське духовенство та наказний гетьман Сомко хотіли поставити на митрополита Барановича. Але Москва знову поставила місцеблюстителем — Мефодія, з якого, на прохання Москви, було знято навіть анафему Константинопольського патріарха. Після цього відбулась Чорна Рада, на якій гетьманом став промосковський Іван Брюховецький. Тим часом, на Правобережжі було обрано двох православних митрополитів — єпископа Йосипа Тукальського-Нелюбовича та єпископа Антонія Винницького. При цьому — обох кандидатів затвердив король. Оскільки Винницького підтримував гетьман Павло Тетеря, то Річ Посполита ув'язнили Тукальського, де він пробув 1664 до 1666 року.
Остання спроба об'єднати Київську митрополію в єдине ціле була зроблена після того, як Петро Дорошенко став гетьманом лівобережної України, й об'єднав два береги. На Київський митрополичий престол зійшов Йосиф (Нелюбович-Тукальський), обраний на митрополита ще в 1663 році на Соборі в Умані і затверджений у цьому званні королем Речі Посполитої. Митрополит Йосиф виступав за збереження канонічного зв'язку з Константинополем. Тому, прибувши до Києва, він наказав припинити поминання в церквах царя Олексія Михайловича і поминати лише гетьмана Петра. З єпископа Методія (Филимоновича) Йосип зняв мантію та панагію й заслав його в ув'язнення в Уманський монастир. Під час правління митрополита Йосипа спроби переведення Київської митрополії під юрисдикцію Москви не мали успіху. Митрополит Йосип помер 26 липня 1675. З цього часу місцеблюстителем знову стає Лазар (Баранович), що не визнається на Правобережжі. Митрополичий престол залишався вакантним до 1685 року.

### Анексія Київської митрополії Московським патріархатом

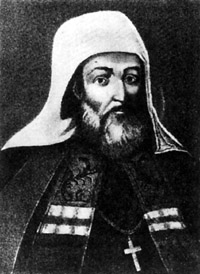
Гедеон Святополк-Четвертинський

Після перемоги над гетьманом Дорошенком, й остаточним зайняттям лівобережної України й Києва, московська влада почала робити рішучі дії, щодо повного переведення Київської митрополії до Московського патріархату. Після смерті Тукальського митрополичим місцеблюстителем у Києві знову був призначений Баранович, що був ним до 1685 року.
У 1685 митрополитом став Гедеон Святополк-Четвертинський (1685 — 90) прийняв посвяту в Москвії з рук Патріарха Московського Йоакима, склав присягу на вірність Московському патріархату проти церковних канонів. З 1688 заборонено вживати титул «Митрополит Київський, Галицький і всієї Руси».
У червні у Константинополі був скликаний Собор архієреїв, на якому було прийнято остаточне рішення з цього питання. Собор видав грамоту, яка веліла визнавати Гедеона (Святополк-Четвертинського) законним Київським митрополитом. Крім Патріарха Діонісія грамоту підписав також 21 митрополит. Крім того, Діонісій у червні видав ще дві грамоти, адресовані гетьману Самойловичу і всім вірним чадам Київської митрополії, в яких говорив, що дає право поставляти митрополита Київського і всієї України Московському патріархові, і наказує відтепер всіх новообраних митрополитів відправляти для посвячення до Москви, але Київський митрополит мав у першу чергу першим згадувати ім'я у диптху Константинопольського патріарха, щоб це було свідченням влади Вселенського престолу над Київською митрополією. Микита Алексєєв вручив Патріарху Діонісію за ці документи 200 золотих і «три сорока соболів», за що отримав від Діонісія власноручну розписку. Характерно, що у своєму листі до московських царів Константинопольський патріарх просив надіслати «жалування» також для решти архієреїв, що підписали акт.
Навесні 1686, коли московські посли були в Османській імперії, в Москві вже велися переговори з особистими представниками короля Речі Посполитої на предмет підписання мирного договору. «Вічний мир» з Річчю Посполитою був укладений 21 квітня. Москва зобов'язалася розірвати мир з османським султаном і кримським ханом і негайно послати війська на кримські переправи для захисту Речі Посполитої від татарських нападів. Уряд Речі Посполитої зі свого боку гарантував, що православне населення на території Речі Посполитої не може бути примушене до греко-католицизму, а вище православне духовенство буде отримувати посвячення від Київського митрополита. Проте цей договір міг набути чинності тільки після його підписання королем Речі Посполитої. Оскільки Ян Собеський у той час був у військовому поході в Молдовському князівстві, то договір був підтверджений ним лише восени 1686 року. Тоді ж у Москві було ухвалено рішення спорядити військовий похід проти кримського хана, союзника Османської імперії. Це фактичне оголошення війни Османській імперії мало не перекреслило результати місії дяка Микити Алєксєєва. На зворотному шляху з Константинополя московський посол разом з грамотами був заарештований при проїзді через Крим. Московський уряд ледь зумів звільнити його, пославши кримському хану в обмін одного важливого татарського бранця. Як тільки в Константинополі дізналися про укладення Москвою «вічного миру» з Річчю Посполитою, положення патріарха Діонісія стало вкрай незавидним. Проти нього відразу ж склалася опозиція в Синоді. Незадоволені Діонісієм архієреї звинуватили його в таємних зв'язках з Москвою, наводячи на підтвердження факт передачі Київської митрополії Московському патріархові. У результаті Діонісій позбувся патріаршества через два місяці після офіційного вступу на Константинопольський престол. У 1687 році Константинопольський Собор засудив патріарха Діонісія за передачу Київської митрополії Москві, оцінивши цей акт як симонію, тобто хабарництво, і позбавив Діонісія патріаршого престолу. Таким чином вчинок патріарха Діонісія Собор визнав незаконною дією.
У 1721 згідно з «Духовним Регламентом» Київська митрополія була формально ліквідована як автономна церковна область і стала звичайною єпархією Московського патріархату. У 1722—1743 рр. у Київських митрополитів було відібрано митрополичий титул, і вони залишалися тільки архієпископами. За Катерини II у 1770 з титулу «митрополит Київський, Галицький і Малої Росії» вилучено слова «і Малої Росії». Якщо у XVIII ст. більшість Київських архієпископів були за походженням українцями, то у XIX ст. — переважно росіянами.
1727 року, коли за правління Петра II, було відновлено гетьманство, то Варлаам Ванатович почав клопотатися про поновлення титулу митрополита й озвучив протести українського духовенства з приводу порушення прав і привілеїв Церкви України. 1727 року Російський Синод, всупереч усім обіцяним привілеям, даним Київській митрополії, призначив на Переяславську катедру московита Йоакима Струкова. Висвячено його в Петербурзі, без участі Київського митрополита в його обранні та затвердженні. 2 серпня 1730 року архієпископа разом з катедральним собором було викликано до Москви, де їх всіх заарештували, позбавили титулів та засудили на довічне заслання. 
1731 року наступником Варлаама Вонятовича став Рафаїл Заборовський, якому 1742 року привернено титул митрополита. 1748 року новим митрополитом був призначений Тимофій Щербацький. Функції та права митрополита були дуже обмежені, тому Тимофій зосередився на розвитку Київської Академії та відновленні друкарні при Києво-Печерській лаврі. Але й він, обурений втручанням Москви у найменші справи митрополії, 1757 року написав листа до Синоду з проханням звільнити його з митрополичої кафедри. За нового митрополита — Арсенія Могилянського права Київського митрополита було ще більше обмежено. 1767 року, під час правління Арсенія, відбулися вибори до «Комісії для складання нових законів». В її наказах духовенства вимагалося повернути Українській Церкві її старі права. Звичайно, ці звернення справили негативне враження на імператрицю Катерину II. Важливим кроком у підготовці імперського уряду до повного поневолення України став Генеральний опис 1765–1769 років. Одночасно тривала політика активного змосковщення України та культурної асиміляції українського народу. Московський імперіалізм спирався в цьому на підтримку з боку московського духовенства. Одночасно, незважаючи на підпорядкування московській православній церкві та Синодові, українські єпархії все ще зберігали деякі особливості в організації та церковних обрядах. 1770 року синодом було заборонено використовувати титул «Митрополит Київський, Галицький і Малої Росії», а тільки — «Митрополит Київський і Галицький».
Наступним кроком стала секуляризація церковних багатств. Українська церква володіла на той час величезними маєтками, на кошти яких монастирі проводили велику культурно-освітню роботу, утримували школи, шпиталі, допомагали знедоленим. Ще в середині 60-х років XVIII ст. Катерина II спробувала здійснити намір забрати ці землі, але зустріла сильний опір з боку духовенства. Однак вона від свого наміру не відмовилася.
У 1780-х роках склалися сприятливіші умови для реалізації цього задуму і 10 квітня 1786 року імператриця видала указ про секуляризацію монастирських та церковних земель, внаслідок чого було закрито 46 монастирів. Митрополит Гавриїл Кременецький (1770–1783) систематично провадив централізаційну політику в Українській Церкві. Мало того, коли 1775 року, після руйнування Запорозької Січі, було утворено Херсонську єпархію (підпорядковану синодові), до неї було приєднано частину Київської митрополії.
Не минуло й ста років (1685–1783), як Українська Церква була переведена від автономного статусу у складі Вселенського патріархату Константинополя під деспотичну централізовану владу московських церковників. З 1721 року влада в церкві перейшла до імператора. Синод обирав кандидатів на митрополита, а затверджував їх імператор. Крім того, протягом 60 років ця цивільна влада належала імператрицям — Катерині І, Анні, Єлисаветі, Катерині II. Таким чином імперською православною церквою управляли жінки.
Цілеспрямованими діями російського уряду українське православ'я поступово втрачало свій зв'язок з українським народом, українською культурою та літературою. Ще в першій половині XVIII ст. російський уряд зажадав, щоб в Україні книжки видавалися не інакше як за суворим узгодженням їх з російськими текстами. Ця політика тривала аж до 1917 року. В українському православному Требнику 1695 року не було жодного з тих святих, що були додані в московських місяцесловах як московські святі. Лише 1784 року було наказано всім українським церквам прийняти російський Місяцеслов. Українське богослужіння було переведене на московський лад, українські богословські та церковні книги були заборонені.
Проте українці у жодному разі не хотіли відмовлятися від споконвічної віри та обрядів свої предків. Відтак, требник Петра Могили містив до сорока обрядів, яких не було у требнику московського друку. А київська друкарня продовжувала випускати свої давні книги, навіть незважаючи на заборону імперського уряду. Тоді указами Синоду від 1766 і 1775 років було наказано Печерській друкарні друкувати та продавати лише ті книжки, які друкувалися у московській друкарні. Архімандрит Києво-Печерської лаври Зосима Валькевич у 1769 році просив у Синоду дозволу надрукувати українські букварі, оскільки народ не розуміє російських і не хоче їх купувати. Проте Синод не лише не дозволив, але наказав відібрати назад ті букварі, що були вже на руках. Аналогічна ситуація була й в освіті. Лише російською мовою проводилося читання усіх без винятку лекцій у Києво-Могилянській академії з 1784 року. Те ж саме було запроваджено й по всіх школах в Україні. 1800 року — Московський Синод видає указ, за яким забороняється будувати церкви в стилі українського бароко.[джерело?] 1810 року — Києво-Могилянську академію закривають і на її місці створюють Духовну Академію, яка остаточно перестає бути осередком українського духовного життя.[джерело?]
Українська національна церковна історіографія завжди заперечувала передання Київської митрополії під омофор Московської православної церкви.

### Новітній час

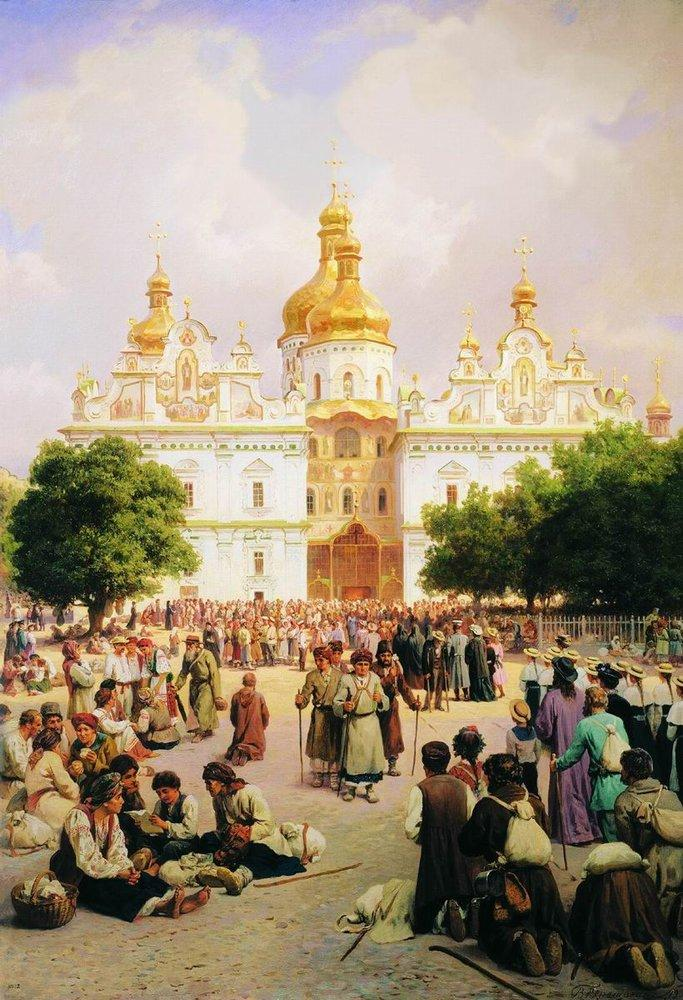
Свято-Успенський собор Києво-Печерського монастиря.

Після революції 1917 року створюється декілька православних церков, які вважали себе спадкоємцями Київської митрополії. У 1918 на помісному соборі український церкві надали автономію. Українська автономна православна церква у складі російської церкви існувала до 1921, з 1921 до 1990 вона булаУкраїнським екзархатом, як Білоруський екзархат. 27 жовтня 1990 року Архиєрейський собор Московського патріархату, що проходив 25-27 жовтня, скасував Український екзархат і знову заснував напівавтономну Українську православну церкву у своєму складі.
З 1924—1946 діяла обновленська автокефальна Українська синодальна церква.
З 1919 до 1937 існувала Українська автокефальна православна церква, яка, проте, не мала навіть канонічно поставлених єпископів, через що отримала назву «самосвятів».
У 1942—1944 роках на теренах України діяли Українська автокефальна православна церква, як архиєпархія Польської автокефальної православної церкви та Українська автономна православна церква.
У XX столітті Вселенський патріархат неодноразово виступали з критикою подій 1686 року. В 1924 році Вселенський патріарх Григорій VII дав Польській Православній Церкві томос про автокефалію, посилаючись на те, що приєднання Київської митрополії до Московського Патріархату було проведено не за церковними канонами. Так у 1924 році у томосі Патріарха Григорія VII про дарування автокефалії Польській православній церкві де сказано що автокефалія надається
Патріарх Григорій назвав три підстави, що дозволили йому дарувати автокефалію Православній церкві в межах Польської республіки. Це, по-перше, необхідність узгодження церковних кордонів з новими політичними кордонами, по-друге, право Константинопольського патріаршого престолу надавати підтримку православним церквам, що «опинилися в скруті» і, по-третє, порушення канонічних правил, здійснене в 1686 році (православні єпархії Польщі, Литви та Білорусі в 1686 році були частиною Київської митрополії). Однак сам акт 1686 року патріархом Григорієм анульований не був. На території України він як і раніше визнавав законною юрисдикцію Московського патріарха.
|  | дослухаючись гучного голосу канонічного обов’язку, що накладає на наш Святіший Вселенський Престол піклування про Святі Православні Церкви, які знаходяться у скруті; вбачаючи, що й історія свідчить на користь зазначеного (бо ж написано, що відчуження від нашого Престолу Митрополії Києва й залежних від неї Православних Церков Литви та Польщі, а рівно ж прилучення їх до Святої Церкви Москви, з самого початку були здійснені зовсім не у згоді із законними канонічними приписами; також недотримано того, про що було спільно заявлено щодо повної церковної самодостатності Київського митрополита, який носив титул екзарха Вселенського Престолу). |

У 1990 році Вселенський патріарх Димитрій в листі до Московського патріарха писав, що Константинопольська Церква визнає Російську Православну Церкву в межах 1589 року. На таких самих підставах був даний томос про автокефалію Православній Церкві України в 2019 році. Тобто Акт «передачі» Київської митрополії Діонісія Константинопольский патріархат не визнавав.
15 лютого 1989 року за підтримки проукраїнських сил у Києві почав діяти ініціативний комітет із відновлення Української Автокефальної Православної Церкви в Україні. Його основною метою було відродження УАПЦ та реєстрація громад Церкви. Після того, як 19 серпня 1989 року з юрисдикції Московського патріархату разом зі своєю парафією вийшов протоєрей Володимир Ярема, настоятель львівського храму Петра і Павла, автокефальний рух почав набирати широких обертів. Під час богослужінь на парафіях УАПЦ було прийнято поминати тодішнього Вселенського Патріарха Димитрія. 
5-6 червня 1990 року в Києві відбувся Всеукраїнський Православний Собор за участю близько 700 делегатів з усієї України, серед них було 7 єпископів i понад 200 священиків. Собор затвердив факт відновлення УАПЦ i обрав Патріархом Київським Мстислава (Скрипника). Також було прийнято Статут Церкви. Сам митрополит Мстислав на цьому Соборі був відсутнім, а своє обрання Патріархом прийняв не одразу. Місцеблюстителем патріаршого престолу в Києві став на той час вже митрополит Іван (Боднарчук). 2 жовтня 1990 року органи влади Української Радянської Соціалістичної Республіки офіційно зареєстрували Українську автокефальну православну церкву.
1992 року Митрополита Київського і всієї України Філарета Архієрейський Собор УПЦ (за його відсутності) усунув з посади і обрав нового предстоятеля УПЦ (МП) — Володимира (Сабодана), що був на той час митрополитом Ростовським і Новочеркаським (РПЦ). 1997 року за поданням єпископату УПЦ (МП) Архієрейський Собор РПЦ видав «Акт про відлучення від Церкви монаха Філарета (Денисенка)» за «розкольницьку діяльність» (вимагав у Московського патріархату надання автокефалії УПЦ). У червні 1992 року була створена Українська православна церква Київського патріархату шляхом об'єднання частини Московського патріархату в Україні, очолюваного київським митрополитом Філаретом, та частини Української автокефальної православної церкви.
Великий резонанс мала заява, зроблена в березні 2005 року архієпископом Скопельским Всеволодом (Майданським), якого не без підстав вважали куратором «української політики» Константинопольського патріархату. На зустрічі з Президентом Віктором Ющенком він заявив, що Константинопольський патріархат ніколи не визнавав законності переходу Київської митрополії до складу Московського патріархату і тому Константинополь до цього дня продовжує вважати Україну своєю канонічною територією. Ця заява викликала жорсткі протести з боку Московської православної церкви, однак Константинополь не став нічого офіційно спростовувати (як і підтверджувати).
За часів предстоятеля митрополита Мефодій висловлювався за об'єднання православних церков України в єдину помісну Церкву. Згідно його Духовного заповіту, це має відбутись виключно з благословіння Вселенського Патріарха. Митрополит Мефодій вважав, що основною перепоною на шляху об'єднання православних церков в Україні в єдину помісну церкву є особистість патріарха УПЦ КП Філарета, який не погоджувався на об'єднання без гарантій йому особисто зберегти патріарший куколь за собою.
Так, у 2008 році на переговорах про вихід із канонічної ізоляції, представники вселенського патріархату запропонували УПЦ КП наступні умови:
- тимчасова відмова від статусу патріархату;
- входження до юрисдикції Вселенського патріархату як Київська митрополія з метою отримання томосу про автокефалію в майбутньому;
- формування канонічних керівних органів української церкви в юрисдикції Вселенського патріархату з благословення вселенського патріарха (зокрема, обрання Предстоятеля Церкви актом Вселенського патріарха з трьох альтернативних кандидатур, які висуває український єпископат).

Цю модель було запропоновано лише як перехідну до остаточного канонічного унезалежнення Української церкви — видання томосу про автокефалію. У ході переговорів українська сторона мала реальну можливість значно оптимізувати модель канонічної легітимізації УПЦ КП та УАПЦ. Однак для цього українська сторона теж мала піти на зустріч Константинополю, а саме погодитися, що предстоятель української церкви в складі вселенського патріархату обиратиметься Вселенським патріархом з трьох запропонованих українським єпископатом кандидатур. УАПЦ погодилися утриматися від висунення власних кандидатур. Отже в УПЦ КП була можливість висунути на посаду предстоятеля кандидатуру патріарха Філарета і ще дві кандидатури з числа єпископату УПЦ КП. Але цей варіант було відкинуто.
На 40-й день після смерті Блаженнішого Мефодія, був опублікований його Духовний заповіт, у якому наголошується продовження довголітнього курсу УАПЦ на встановлення співпричастя зі Вселенським Патріархатом. Також Блаженніший заповідав продовжити діалог з єпископатом Української православної церкви Київського Патріархату та україноцентричною частиною єпископату Української православної церкви (Московського патріархату) на чолі з митрополитом Олександром (Драбинком) про об'єднання в єдину помісну та канонічно визнану Вселенським патріархатом Православну Церкву, але не приймати рішень щодо поєднання з іншими православними юрисдикціями в Україні без канонічного благословення Вселенського Патріарха Варфоломія І.
Будучи місцеблюстителем Київського митрополичого престолу, митрополит Макарій чітко заявив про бажання об'єднати УАПЦ із УПЦ КП. Після свого обрання Предстоятелем УАПЦ також заявив, що готовий піти «до Онуфрія і вклонитися до нього в ноги, щоб він відійшов від Москви» задля створення Помісної церкви.
2008 року у Києві під час ювілейних урочистостей, присвячених 1020-річчю Хрещення Руси-України, Вселенський Патріарх Варфоломій I неодноразово іменував Константинопольський патріархат Церквою-Матір'ю по відношенню до Московського патріархату в Україні. А 26 липня 2008 року у своєму програмному зверненні до українського народу, сказаному на Софійській площі в Києві, Патріарх Варфоломій прямо назвав приєднання Київської митрополії до Московського Патріархату анексією. При цьому він підкреслив, що його Церква погодилася «обмежити себе» заради того, щоб сприяти повнішому застосуванню «духовної спадщини Візантії», а також задля захисту православної ідентичності українського народу.
Патріарх Варфоломій поставив події 1686 року в один ряд з даруванням автокефалії ряду Помісних Церков на Балканах: Елладській, Сербській, Албанській.

#### Скасування Синидального листа 1686 року

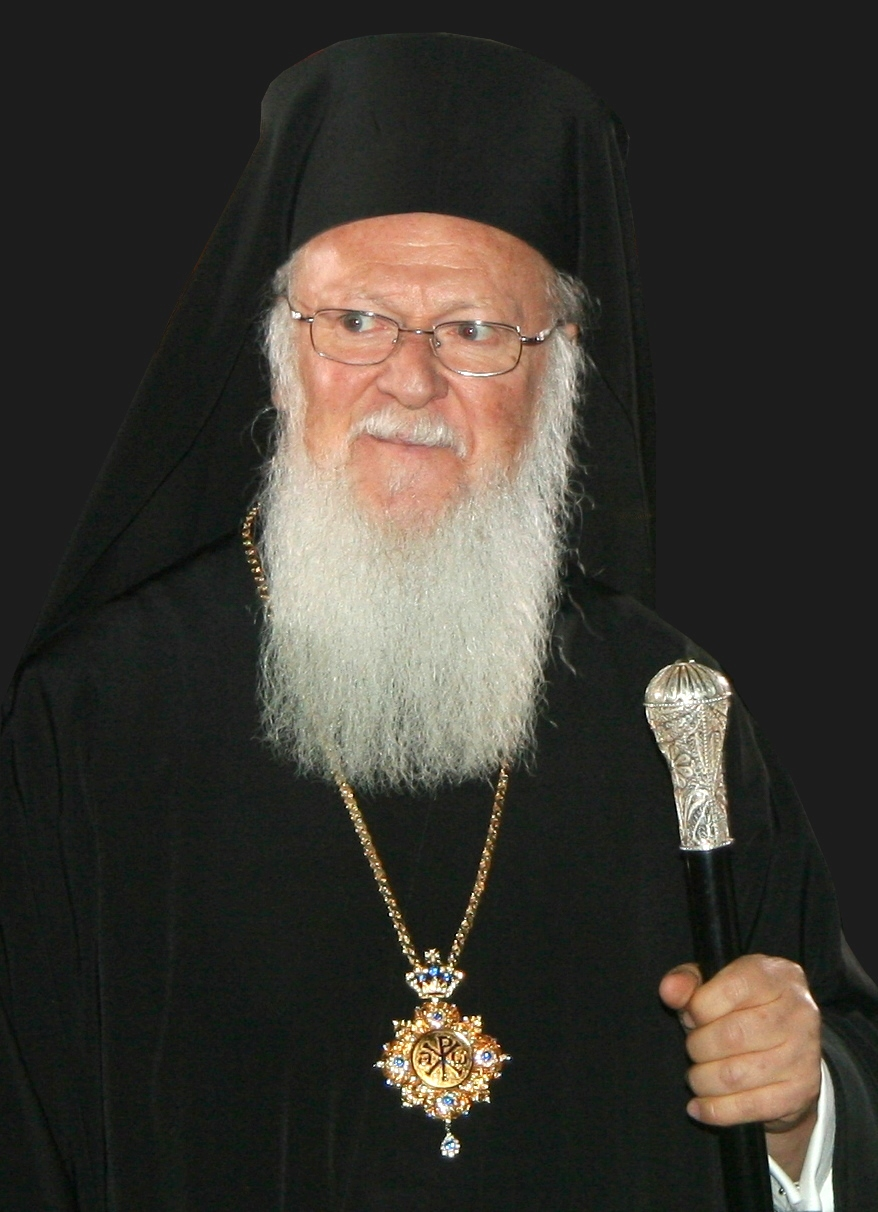
Вселенський патріарх Варфоломій I, який у Православ'ї має статус Primus inter pares

Синодальний Лист 1686 ніколи не визнавався ні українським народом ні православним світом, й саме тому це так зване «приєднання» Київської митрополії завжди вважалося церковним анексуванням України Росією. Відповідно, 16 червня 2016 року Верховна Рада України затвердила звернення до патріарха Константинопольського Варфоломія I аби той скасував цей незаконний Синодальний Акт 1686 про церковну анексію України Росією та надав Томос Українській православній церкві, який би визнавав незалежність української церкви від Москви. Після повторного звернення Президента України Петра Порошенка й Верховної Ради України 19 квітня 2018 року Вселенський патріархат розпочав приготування до надання Українській православній церкві автокефалії.
У 2018 році Вселенський патріархат Варфоломія I, публічно оголосив, що «Константинополь ніколи не видавав дозволу передавати канонічні території Київської митрополії будь-кому, крім права хіротонії Київського митрополита у Москві на умовах його обрання соборно в Києві на місцевому Соборі та при безумовному згадуванні Вселенського Патріарха». Константинопольська Православна Церква вважає що Московський патріархат, якому у 1686 році було надані деякі права що стосувались адміністрування Київської митрополії, порушив їх. 11 жовтня 2018 року Вселенський патріархат, з посиланням на аналіз ситуації богословськими істориками й каноністами, визнала грамоту Діонісія IV 1686 року не дійсною і всі надані Московському патріархату в минулому права на адмініструванням Київської митрополії скасувала.
На цій підставі та на прохання частини українського православ'я й українського уряду у 2018 році Київській православній митрополії (яка утворилась із духовенства УПЦ КП, УАПЦ та частини УПЦ МП) як частині Київської митрополії Вселенського патріархату був наданий томос про автокефалію, який утворив Православну церкву України, та був обраний предстоятель Епіфаній з титулом Митрополит Київський і всієї України.
Перед обранням предстоятеля ПЦУ патріарх Варфоломій надіслав листа до митрополита РПЦ в Україні Онуфрія (Березовського): «у формі ікономії та милості, ми повідомляємо Вас, що після виборів Предстоятеля Української Церкви органом, котрий складатиметься з кліриків та мирян, Ви не зможете еклізіологічно та канонічно носити титул Митрополита Київського, котрий, Ви все одно носите зараз у порушення описаних умов офіційних документів 1686 року». Це відобразилось у річникові Константинопольського патріархату, виданому вже після того, як Православна церква України отримала автокефалію: архиєреї РПЦ в Україні названі в ньому лише за прив'язкою до місця перебування; наприклад, владика Онуфрій (Березовський) уже не згадується як митрополит Київський і всієї України, а названий «митрополитом у Києві». Увесь єпископат РПЦ в Україні у річнику Вселенського патріархату поміщений у списку єпископів Православної церкви Росії. Також патріарх Варфоломій зустрівся з Московським патріархом Кірілом й повідомив, що «Вселенський Патріархат вирішив використовувати всі шляхи, щоб вирішити питання надання автокефалії Православній церкві в Україні. Рішення було ухвалено в квітні. І [Фанар імплементує] це рішення» (згідно зі словами представника Варфоломія, митрополита Гальського Емануїла).
У рамках підготувань до надання автокефалії Православній церкві України Вседенський патріарх послідовно доводив, що має канонічне право на це рішення. Наприкінці вересня 2018 року Вселенський патріархат Константинополя оприлюднив корпус документів, які підтверджують, що зв'язок Московського патріархату з територією історичної Київської митрополії тримався на порушенні православного канонічного права.
У 2018 році Московський патріархат дуже болісно сприйняла скасування вселенським патріархатом незаконної грамоти Діонісія IV 1686 року (та пов'язаного з нею Синодального Листа 1686 року) й відмовилася визнавати це рішення, продовжуючи неаргументовано наполягати, що Московська православна церква в Україні є єдиною канонічною правонаступницею Київської митрополії.
На об'єднавчому соборі 15 грудня 2018 було створено Київську Митрополію Української Православної Церкви (Православної Церкви України) — правонаступницю Київської митрополії. Томос про автокефалію Православної церкви України було підсано 5 січня й отримано 6 січня 2019 року на Фенері, що означало надання повної незалежністи як від Вселенського патріархату Константинополя, так і від будь-якої іншої помісної автокефальної східно-православної церкви. 31 січня 2019 року юридично зареєстрована Київська Митрополія Української православної церкви (православної церкви України).

## Організація та структура
Київська митрополія користувалася автономією у складі Вселенського патріархату Константинополя. Першим митрополитом Київським та всієї Руси вважається Святитель Михаїл І. За князя Володимира, окрім Київської та Тмутороканської, існували Переяславська, Новгородська, Чернігівська єпархії. Згодом постали Ростовська, Володимирська, Білгородська, Полоцька, Турівська, Юріївська (на річці Рось), та інші.  Хроніки свідчать, що на початку XI століття у Києві було понад 100 церков. Кафедральним собором за Володимира Великого стала церква Успіня Пресвятої Богородиці (Десятина церква), що була побудована 996 року. Настоятелем Десятинної церкви був єпископ Настас Корсунянин.

### Предстоятелі
- Див. Список митрополитів Київських
- Див. Митрополити Української греко-католицької церкви
- Див. Митрополити Православної церкви України

### Єпархії
Духовна влада Київської митрополії поширювалася на всі єпархії, що були утворені на землях Руси-України та її колоніях. Напередодні монголо-татарської навали їх було 16: Київська (988), Чернігівська (991), Білгородська (991), Володимирська (992), Новгородська (992), Ростовська (992), Полоцька (992), Турівська (1005), Перемишльська (1026), Переяславська (1036), Юр'ївська (1036), Галицька (1134), Смоленська (1137), Рязанська (1198), Суздальська (1213).